# 아화중학교
아화중학교(阿火中學校)는 대한민국 경상북도 경주시 서면 아화리에 있는 공립 중학교이다.

## 학교 연혁
- 1970년 8월 10일 : 아화중학교 설립위원회 발족
- 1971년 1월 15일 : 아화중학교 설립 인가
- 1971년 2월 9일 : 초대 김삼윤 교장 취임
- 1971년 3월 9일 : 개교식 거행
- 1977년 3월 1일 : 12학급 인가(1977 ~ 1984)
- 2006년 12월 1일 : 오봉도서관 개관
- 2009년 9월 1일 : 도지정 교원능력개발평가 선도학교 운영
- 2012년 6월 27일 : 다목적 강당 개관
- 2021년 3월 1일 : 특수학급 신설
- 2022년 3월 1일 : 제24대 박종대 교장 취임
- 2023년 9월 1일 : 급식소 및 특별교실 개축
- 2024년 1월 4일 : 제51회 졸업(17명, 졸업생 총수  5.039명)
- 2024년 3월 4일 : 2024학년도 입학식(8명 입학)

## 참고 자료
- 아화중학교 - 한국교육학술정보원 학교알리미